# Дело Локкарта
Дело Локкарта (заговор Локкарта, заговор послов) — заговор против советской власти, раскрытый в августе 1918 года ВЧК. Вместе с покушением на Ленина стал одним из поводов для развертывания массового красного террора.
Посольский заговор назван именем сэра Брюса Локкарта, британского генерального консула в России (1915—1917), с января 1918 года главы специальной английской миссии при Советском правительстве сначала в Петрограде, затем в Москве. Многие из документов того времени, относящиеся к этому делу, до сих пор не рассекречены.

## Организация заговора
Согласно официальной версии, изложенной зам. председателя ВЧК Петерсом, заговор был организован в 1918 дипломатическими представителями Великобритании, Франции и США в Советской России с целью свержения большевистской власти. В заговоре участвовали глава специальной британской миссии Роберт Локкарт при участии послов Франции Ж. Нуланса и США Д. Р. Фрэнсиса.
Локкарт пытался подкупить находившихся в Москве латышских стрелков, охранявших Кремль с тем, чтобы совершить военный переворот, арестовав заседание ВЦИК вместе с Лениным и заняв ключевые пункты Москвы. Два полка латышей должны были быть отправлены в Вологду, чтобы соединиться с английскими войсками, которые должны были высадиться в Архангельске, и помочь их продвижению.
Кроме того, по заявлению Я. Петерса, союзные миссии устраивали взрывы, поджоги и планировали взорвать железнодорожный мост через Волхов около Званки, чтобы отрезать Петроград от поставок продовольствия и вызвать там голод.

## Раскрытие заговора
Согласно воспоминаниям латышского чекиста Яна Буйкиса, заговор был раскрыт следующим образом. В июне 1918 Ф. Дзержинский отправил двоих латышей, Яна Буйкиса (под именем Шмидхен) и Яна Спрогиса, недавно поступивших на службу в ВЧК, в Петроград с заданием проникнуть в антисоветское подполье. (Согласно новому источнику — см. книгу Авотина А. Я., — под именем Шмидхена выступал как раз Ян Спрогис, который и явился основным фигурантом раскрытия заговора. Но он пропал без вести, а в 1966 году произошёл подлог с «переодеванием»).
В морском клубе, располагавшемся рядом с Адмиралтейством, приятели общались с моряками стоявшего на рейде британского судна. Через них чекистам удалось познакомиться с руководителем контрреволюционной организации, морским атташе британского посольства Ф. Кроми, которому они были представлены как «надёжные люди». Ф. Кроми познакомил их с агентом британской разведки С. Рейли и посоветовал ехать в Москву, снабдив письмом для передачи Локкарту, который хотел установить контакты с влиятельными командирами латышских стрелков.
В Москве после совещания с Ф. Дзержинским и Я. Петерсом было решено «подсунуть» Локкарту командира артиллерийского дивизиона латышской дивизии Э. П. Берзина, выдав его для солидности за полковника. 14 и 15 августа 1918 года Берзин встречался с Локкартом, а затем 17, 19, 21 августа с Рейли. Рейли передал Берзину в конечном счёте 1 200 000 рублей в качестве платы за свержение латышскими полками советской власти в Москве, денонсацию Брестского договора и восстановление восточного фронта против Германии. А после войны британцы обещали содействие в признании независимости Латвии.

## Задержание Локкарта
30 августа, после убийства Урицкого в Петрограде и покушения на Ленина в Москве у ВЧК создалось впечатление, что начался контрреволюционный переворот. В Петрограде в результате налёта чекистов на британское посольство были задержаны заговорщики и убит Кроми, затеявший перестрелку. Ночью 1 сентября у себя на квартире в Москве был арестован Локкарт. На вопросы Петерса он отвечать отказался под предлогом дипломатической неприкосновенности, а утром по указанию Якова Свердлова был отпущен на свободу.
3 сентября 1918 года Известия ВЦИК опубликовали официальное сообщение о заговоре: «ликвидирован заговор, руководимый британско-французскими дипломатами, во главе с начальником британской миссии Локкартом, французским генеральным консулом Гренаром, французским генералом Лавернем и другими, направленный на организацию захвата, при помощи подкупа частей советских войск, Совета народных комиссаров и провозглашения военной диктатуры в Москве».
4 сентября Локкарт пришёл в ВЧК с личной просьбой к Петерсу освободить арестованную вместе с ним свою любовницу Муру Будберг (что и было сделано), но сам Локкарт был снова задержан и провёл пять дней на Лубянке, а затем ещё 24 дня в небольшой квартирке в Кремле вместе с подсаженным к нему Шмидхеном, где их навещали Карахан и Петерс с Мурой Будберг.
В октябре 1918 года иностранные дипломаты покинули пределы Советской России.

## Аресты организации Каламатиано
Чекистами был проведен обыск по адресу Сиднея Рейли, где были арестованы Е. К. Оттен и Мария Владимировна Фриде. Затем были арестованы братья М. В. Фриде Александр Владимирович и Михаил Владимирович, А. А. Загряжский, П. М. Солюс и ещё ряд лиц за вознаграждение поставлявших сведения экономического, политического и военного характера Ксенофонту Каламатиано, который собирал эту информацию для американского правительства. На допросах Каламатиано признался, что собирал информацию, назвал имена своих сотрудников, но заявил, что виновным себя и своих сотрудников не считает, так как собиралась преимущественно коммерческая информация для США, которые были нейтральным по отношению к РСФСР государством.

## Аресты членов французской военной миссии в Москве
В октябре 1918 года многие представители французской миссии в Москве были арестованы ВЧК по подозрению в шпионаже. При этом член миссии Жак Садуль, «водивший дружбу с большевиками», остался на свободе и спас двух французских офицеров. Членов французской военной миссии начали освобождать из заключения в январе 1919 года.

## Дело в Революционном Трибунале при ВЦИК
Дело рассматривалось в Революционном трибунале при ВЦИК 25 ноября — 3 декабря 1918 г. Обвинителем на процессе был Н. В. Крыленко. Защита была представлена 15 правозаступниками: Г. Л. Гольдманом, Е. В. Канделаки, Б. Н. Кармелем, С. А. Кобяковым, А. Ф. Липскеровым, П. В. Михайловским, Н. К. Муравьёвым, С. Ф. Плевако, В. Г. Полетикой, Савори, Сороколетовым, А. С. Тагером, Я. Б. Якуловым.
| Подсудимый                                                               | Приговор революционного трибунала                                                                      | Дальнейшая судьба |
| ------------------------------------------------------------------------ | --- | --- |
| Роберт Брюс Локкарт, начальник британской миссии в Москве                | Выехал из РСФСР. Заочно объявлен "врагом трудящихся, стоящим вне закона РСФСР"                         | |
| Гренар, французский генконсул в Москве                                   | Выехал из РСФСР. Заочно объявлен "врагом трудящихся, стоящим вне закона РСФСР"                         | |
| Сидней Рейли, лейтенант британской разведывательной службы               | Выехал из РСФСР. Заочно объявлен "врагом трудящихся, стоящим вне закона РСФСР"                         | Сидней Рейли (Соломон Розенблюм) был арестован чекистами в Москве в августе 1925, тогда же ликвидирован в ходе инсценированной перестрелки. |
| Генрих Вартамон, французский гражданин                                   | Выехал из РСФСР. Заочно объявлен «врагом трудящихся, стоящим вне закона РСФСР»                         | |
| Ксенофонт Дмитриевич Каламатиано                                         | Расстрел                                                                                               | Расстрел заменён 20 годами тюрьмы. Постановлением верховного революционного трибунала при ВЦИК от 3 мая 1920 года. срок наказания сокращён до 5 лет. Постановлением президиума ВЦИК от 4 августа 1921 года освобожден по амнистии и 9 августа 1921 выслан в Эстонию. |
| Александр Владимирович Фриде, подполковник                               | Расстрел                                                                                               | Расстрелян 17 декабря 1918 года |
| Пшеничко Иосиф Иосифович, чешский гражданин                              | Тюремное заключение до прекращения чехословаками активных вооружённых действий против Советской России | |
| Александр Андреевич Загряжский, бывший генерал-майор                     | Тюремное заключение на 5 лет с применением принудительных работ                                        | Освобождён 3 мая 1921 года по амнистии |
| Алексей Владимирович Потёмкин                                            | Тюремное заключение на 5 лет с применением принудительных работ                                        | |
| Павел Максимович Солюс, бывший чиновник московской таможни               | Тюремное заключение на 5 лет с применением принудительных работ                                        | 7 апреля 1920 года умер в Таганской тюрьме от туберкулеза. |
| Александр Клавдиевич Хвалынский, студент Петроградского университета     | Тюремное заключение на 5 лет с применением принудительных работ                                        | 25 октября 1920 года переведён во внутреннюю тюрьму ВЧК. 14 января 1921 года расстрелян по постановлению Коллегии ВЧК. |
| Евгений Михайлович Голицын, бывший подполковник Генерального штаба       | Тюремное заключение на 5 лет с применением принудительных работ                                        | Умер в тюрьме в октябре 1921 года. |
| Леонид Алексеевич Иванов, бывший служащий Центропленбежа                 | Тюремное заключение на 5 лет с применением принудительных работ                                        | 18 февраля 1922 года отказано в ходатайстве о досрочном освобождении |
| Дмитрий Александрович Ишевский, журналист                                | Тюремное заключение на 5 лет с применением принудительных работ                                        | Бежал при этапировании из Таганской тюрьмы в больницу. Скрылся за границу, жил в Германии и Латвии, занимаясь журналистской работой и преподаванием русского языка.                                                                                                  |
| Мария Владимировна Фриде, бывшая надзирательница женской гимназии        | Тюремное заключение на 5 лет с применением принудительных работ                                        | постановлением Президиума ВЦИК от 8 апреля 1920 года освобождена по амнистии. |
| Ольга Дмитриевна Старжевская, служащая распределительного отдела ВЦИК    | Лишение свободы сроком на 3 месяца                                                                     | Освобождена по отбытии наказания. |
| Елизавета Емельяновна (Эмильевна) Оттен, артистка Художественного театра | Оправдана                                                                                              | |
| Жанна Моренс, бывшая директриса французской женской гимназии             | Оправдана                                                                                              | |
| Вильям Кемберг-Хигс                                                      | Оправдан                                                                                               | |
| Петр Дмитриевич Политковский, бывший генерал-майор в отставке            | Оправдан                                                                                               | |
| Максим Васильевич Трестер, заведующий автомобильным складом МВО          | Оправдан                                                                                               | |
| Алексей Алойзович Лингарт, чешский гражданин                             | Оправдан                                                                                               | |
| Ярослав Вячеславович Шмейц, чешский гражданин                            | Оправдан                                                                                               | |
| Станислав Фомич Йелинек, чешский гражданин                               | Оправдан                                                                                               | |

## Последствия
О раскрытии чекистами дела Локкарта было объявлено вскоре вслед за покушением Каплан на Ленина и убийством Урицкого в Петрограде. Эти события были одной из причин развёртывания массового Красного террора, в ходе которого только расстрелянных по приговорам ВЧК было не менее 50 тысяч человек.
5 сентября 1918 года были расстреляны арестованные ранее Н. А. Маклаков, И. Г. Щегловитов, С. П. Белецкий, А. Н. Хвостов, Иоанн Восторгов, епископ Ефрем (Кузнецов), и многие другие лица, уже долгое время находившиеся в тюрьме, и, соответственно, не имевшие никакого отношения к покушению на Ленина или планам Локкарта.
Судебная коллегия по уголовным делам Верховного суда РФ решением от 7 марта 2006 года признала всех осуждённых по приговору Революционного трибунала не подлежащими реабилитации.